# Рагіян (Керманшах)
Футбольний клуб «Рагіян» (Керманшах) або просто «Рагіян» (перс. باشگاه فوتبال راهیان کرمانشاه‎)) — професіональний іранський футбольний клуб з міста Керманшах, виступає в Лізі Азадеган. Належить Фарману Карімі.

## Хронологія назв
- «Ширін Фераз» (Керманшах) (2006–2012)

Старий логотип клубу, який використовувався з 2006 по 2012 рік

- «Рагіян» (Керманшах) (з 2012)

## Історія

### Заснування
Напередодні старту сезону 2006/07 років «Огаб» (Тегеран), команда з давньою та насиченою історією, продала свою ліцензію на участь у Лізі Азадеган «Ширін Феразу». У 2012 році команда була перейменована на честь свого головного спонсора в «Рагіян» (Керманшах).

### Вихід у Про-лігу Ірану
У 2007 році після перемоги в плей-оф (4:2 за сумою двох матчів) над «Трактор Сазі» вийшов до Про-ліги Ірану. Того року у класі підвищився також «Пега Гілян».

### Виліт з еліти
«Ширін Фераз» вилетів до нижчого дивізіону заздалегідь, за 3 тури до завершення чемпіонату. Протягом більшої частини сезону команда зазнавала проблем в організації тренувального процесу та управлінням, нерідко доводилося виходити на матчі з гравцями юнацької академії клубу. Наступного сезону фінішували в середині турнірної таблиці своєї групи та не змогли поборотися за підвищення в класі. У 2012 році клуб викупив Фарман Карімі, який перейменував її у «Рагіян» (Керманшах).

## Статистика виступів (з 2006)
| Сезон   | Ліга           | Місце | Кубок Хазфі  | Примітки   |
| ------- | -------------- | ----- | ------------ | ---------- |
| 2006–07 | Ліга Азадеган  | 2-е   | Перший раунд | Підвищення |
| 2007–08 | Про-ліга Ірану | 18-е  | 1/16 фіналу  | Вибування  |
| 2008–09 | Ліга Азадеган  | 7-е   | 1/16 фіналу  |            |
| 2009–10 | Ліга Азадеган  | 6-е   | Другий раунд |            |
| 2010–11 | Ліга Азадеган  | 6-е   | Другий раунд |            |
| 2011–12 | Ліга Азадеган  | 11-е  | 1/16 фіналу  |            |
| 2012–13 | Ліга Азадеган  | 5-е   |              |            |
| 2013–14 | Ліга Азадеган  | 8-е   | Третій раунд |            |

## Відомі тренери
- Джавад Зарінче (2012—2013)